# Marino Pascoli
Marino Pascoli (Ammonite di Ravenna, 3 marzo 1923 – Ravenna, 4 gennaio 1948) è stato un giornalista e partigiano italiano.

## Biografia
Figlio di agricoltori, nato pochi mesi dopo la marcia su Roma, suo nonno era un repubblicano "storico", fondatore della Casa del Popolo di Ravenna. Sin da liceale si mostra intollerante a ogni forma di autoritarismo. Per evitare i sabati da Balilla si inventa delle rappresentazioni teatrali. Giornalista in erba, crea persino un foglio, Il Mezzanese (Mezzano è una frazione di Ravenna non distante da Santerno, il luogo di residenza), dove esprime le sue idee; le vignette satiriche contro il regime sono disegnate da Giulio Ruffini, che si affermerà in seguito come un importante pittore del dopoguerra italiano.
Dopo l'8 settembre 1943  passa gli ultimi mesi del 1943 in contatto con gli antifascisti repubblicani, fino al suo primo arresto, avvenuto il 5 febbraio 1944; poco tempo dopo viene nuovamente incarcerato a Ravenna, ma questa volta riesce ad evadere. Non lo sa nemmeno il padre, che si reca in carcere a portargli dei viveri e trova la cella vuota; da partigiano (dapprima nell'8° Gap di Forlì, poi nella 29ª Brigata Garibaldi "Gastone Sozzi"), scampa per miracolo ad un agguato dei nazisti sulle montagne forlivesi; entra in confidenza con i soldati USA, con i quali collabora anche per organizzare uno sbarco di armi.
Dopo la guerra avvia una ditta di commercio di legname e dedica molto tempo anche al lavoro di partito. Porta avanti il suo impegno politico soprattutto come giornalista scrivendo per La Voce di Romagna, organo repubblicano della Provincia di Ravenna. Diventa anche un obiettivo politico, soprattutto per quello che rappresenta: un partigiano antifascista che rivendica una verità che a lui sembra lampante: "essere anticomunisti non vuol dire essere di destra o fascisti". Una figura che molti nella zona vedono come fumo negli occhi. Nel 1947, alla periferia di Ravenna, dove comincia la strada per Mezzano, qualcuno gli sparò un paio di rivoltellate, senza colpirlo. Il 27 dicembre 1947 appare su La voce di Romagna, l'organo dei repubblicani, il suo pezzo più famoso, il più polemico, ma soprattutto l'ultimo. L'articolo s'intitola Il Partigiano. Poche righe ne fanno capire il tenore:
La sera del 4 gennaio 1948, mentre sta pedalando sulla strada di casa in compagnia della fidanzata e di altre quattro persone, fra cui il fratello Sauro, Pascoli cade in un'imboscata: dal lato opposto della strada, dietro una siepe, gli vengono sparati con una 9 mm cinque colpi alla schiena. Pascoli muore subito dopo il ricovero, senza riuscire a dire nemmeno una parola.

## Le indagini sulla morte
Le indagini appaiono subito difficili. I colpevoli non vengono trovati. Venne accusata invece la sua fidanzata perché qualcuno sapeva che portava sempre una pistola nella borsetta che ella teneva per difesa. Sentitasi in pericolo di vita, e dopo aver ricevuto alcune lettere minatorie, la ragazza preferisce emigrare in Sudamerica.
Vengono comunque formulate delle accuse a carico del segretario dell'ANPI e di un ex partigiano, compaesano di Pascoli, che vengono arrestati; dopo 10 mesi di detenzione la sezione istruttoria della Corte d'assise assolve i due partigiani per non aver commesso il fatto e da allora il caso non viene mai più riaperto, gli autori dell'omicidio non sono stati mai trovati.
Nel 2004, rispondendo a una interpellanza del consigliere Rodolfo Ridolfi (Forza Italia), la Giunta regionale dell'Emilia-Romagna ha precisato che "il sig. Marino Pascoli non risulta ufficialmente riconosciuto tra le categorie stabilite dall'apposita Commissione governativa, non essendo [mai] stato qualificato come Partigiano, né come Patriota, né come Benemerito". Ridolfi si è detto insoddisfatto della risposta, che ha giudicato redatta “in perfetto stile burocratico-omertoso”.